# 马德文
马德文（1956年11月—），吉林通化人，中国人民武装警察部队少将。

## 生平
1975年6月参加工作，1976年12月应征入伍，1979年6月加入中国共产党。历任吉林省长春市消防支队战士、政工科干事、六中队指导员、防火科副科长；吉林省消防总队政治部干事、副主任；吉林省松原市消防支队政治委员、支队长；吉林省消防总队政治部主任、副总队长；广西壮族自治区消防总队副总队长、政治委员、总队长；江苏省消防总队总队长、党委副书记（正师职）；江苏省消防总队总队长、党委副书记（副军职）。2012年7月晋升为武警少将警衔。
2015年11月，江苏消防总队原总队长马德文（副军职）因违纪，给予留党察看一年处分。